# آنتونی متکوویچ
آنتونی متکوویچ (انگلیسی: Antony Matkovich؛ زادهٔ ۱۲ ژوئن ۱۹۷۷) شناگر اهل استرالیا بود.
وی در مسابقات کشوری و بین‌المللی در مجموع برندهٔ ۱ مدال نقره شده‌است.